# Grand Ole Opry's New Star
Albums de George Jones
Hillbilly Hit Parade
(1958)
Grand Ole Opry's New Star est le tout premier album par l'artiste américain de musique country George Jones. Cet album est sorti en 1957 sur le label Starday Records.

## Histoire
C'était également le premier album publié sur le label Starday Records. Le titre vient de l'apparition de Jones en 1956 au Grand Ole Opry, qui a renforcé sa place émergente dans le monde de la musique country. L'album comprend trois de ses premiers tubes à être entrés dans le Top 10 country, Why Baby Why, What Am I Worth, et You Gotta Be My Baby. Jones a écrit ou coécrit les quatorze chansons de l'album.
Les trois premières chansons écrites pour l'album, Play it Cool, Hold Everything, et Boat of Life ont été enregistrées entre janvier et août 1954 au Jack Starnes Studio de Beaumont au Texas. Le reste des chansons a été enregistré à Houston au Gold Star Studio entre mars 1955 et août 1956.
L'album a aussi été publié au Canada en 1958. Les copies existantes encore de Grand Ole Opry's New Star sont rares, et les prix des collectionneurs s'échelonnent entre $400 et plus.
Plusieurs autres artistes ont aussi publié Why Baby Why (le premier single de Jones à entrer dans les charts). Parmi eux, il y a Red Sovine et Webb Pierce (en duo en 1956), Charley Pride (1983), Palomino Road (1992) et Patty Loveless (2008). Les deux premières versions sont arrivés à la première place des charts country. What Am I Worth a aussi été reprise par Sammy Kershaw sur l'album Don't Go Near the Water.

## Liste des pistes[5],[8]
| 1. | Why Baby Why        | Darrell Edwards, George Jones |  |
| 2. | Seasons of My Heart | Jones, Edwards                |  |
| 3. | It's OK             | Jones                         |  |
| 4. | Let Him Know        | Jones                         |  |
| 5. | Play It Cool        | Jones                         |  |
| 6. | Hold Everything     | Jones                         |  |
| 7. | Boat of Life        | Jones                         |  |

| 1. | You Gotta Be My Baby   | Jones                |  |
| 2. | What Am I Worth        | Edwards, Jones       |  |
| 3. | Your Heart             | Jones                |  |
| 4. | Ragged But Right       | Jones                |  |
| 5. | Yearning (to Kiss You) | Jones, Eddie Eddings |  |
| 6. | Still Hurtin'          | Jones                |  |
| 7. | Taggin' Along          | Jones, Burl Stephens |  |